# Psychoanalyse
Psychoanalyse is de naam gegeven door Sigmund Freud aan een systeem van interpretatie en therapeutische behandeling van psychische aandoeningen. Het wordt ook wel dieptepsychologie of psychodynamische psychologie genoemd. 
De psychoanalyse is aan het einde van de 19e eeuw ontstaan met de zenuwarts Freud als grondlegger. In de psychoanalyse worden psychische klachten toegeschreven aan het onbewuste van de patiënt. Verschillende psychoanalytici hebben geprobeerd de theorie en praktijk aan te passen om wetenschappelijk aanvaardbaar te zijn. Vrijwel alle pogingen om herzieningen uit te voeren baseren echter net als Freud de theorie op klinische ervaring in plaats van op repliceerbaar wetenschappelijk bewijs.

## Ontstaan van de psychoanalyse
In 1885 volgde Freud colleges bij Jean-Martin Charcot, een beroemde Franse neuroloog die onderzoek deed naar hysterie en hypnose. Hysterie was een verzamelterm voor destijds onverklaarbare lichamelijke symptomen, zoals verlammingen van lichaamsdelen. Hier kwam Freud op het idee dat psychische problemen door het onbewuste kunnen worden veroorzaakt.
Van zijn vriend en mentor Josef Breuer deed hij het idee op dat hysterie-patiënten onder hypnose in staat zijn om te vertellen over de gebeurtenis die ziekmakende psychotrauma heeft veroorzaakt, waardoor het desbetreffende symptoom verdwijnt. Dit idee ontstond naar aanleiding van de bekende casus van Anna O., een patiënte van Breuer.
In 1896 publiceerden Breuer en Freud samen Studien über Hysterie, waarin ze hun ideeën over de oorzaak en behandeling van hysterie uiteenzetten.

## Fundamentele begrippen van de psychoanalyse
Centraal in de psychoanalyse staat het idee van verdringing: emotionele ervaringen, door Freud opgevat als energieën, die door het psychisch apparaat uit het bewustzijn worden verdrongen naar het onbewuste, maar wel blijven bestaan. Deze energie zoekt een uitweg, en veroorzaakt zo pathologische fysieke symptomen, zoals de hysterie.

### Structuur van de psyche

#### Topografisch model
In zijn model van de psyche onderscheidde Freud drie bewustzijnsniveaus waarop de psychische processen plaatsvinden:
- Het bewuste niveau, waar het individu zich bewust is van zijn gedachten, gevoelens, waarnemingen, e.a.
- Het voorbewuste niveau, waar de psychische inhouden grenzen aan het bewustzijn. Hier zitten zaken die tijdelijk vergeten zijn, ze kunnen echter makkelijk opnieuw bewust gemaakt worden. De inhoud van het bewustzijn is immers zeer beperkt.
- Het onbewuste niveau, te definiëren als het geestelijk leven dat nooit bewust geweest is, of nadat het eerst bewust geweest is weer onbewust geworden is.

#### Structureel model
In zijn structurele model maakt hij het bekende onderscheid tussen Es, Ich en Über-Ich:
- Het Es (id), het primitiefste deel van de psyche, geleid door het lustprincipe (ook wel het oerinstinct genoemd)
- Het Ich (ego), het kind past zich aan de omstandigheden aan (wordt realistisch) en leert dat bevrediging soms uitgesteld moet worden
- Het Über-Ich (superego), of het geweten; in deze fase vindt enerzijds een internalisering plaats van de sociale normen van (de ouders en) de maatschappij; anderzijds vindt er een driftverzaking plaats, die een verstrenging van het superego tot gevolg heeft.

Freud had een dynamisch concept van de psyche, waarin deze verschillende delen in opeenvolgend fasen in het leven van een kind ontwikkeld werden.

### Driftenleer
De mens wordt gezien als een wezen dat primair streeft naar lustbeleving. Het menselijk handelen wordt gedreven door driften, een aangeboren drang naar bevrediging van die lusten die resulteren in het voldoen aan bepaalde levensbehoeften, zoals eten en voortplanting. Het woord 'lust' heeft overigens een andere lading in het Duits dan in het Nederlands. Sigmund Freud maakt in zijn Gesammelte Werke kenbaar dat het om levenslust gaat. Een Lust is daarbij wat anders dan een Trieb (zie literatuurlijst op pagina Sigmund Freud, Translating Freud).

#### Werking van een drift
In de werking van een drift zijn drie momenten te onderscheiden:
- De bron van de drift; is te vinden in het fysiochemisch evenwicht van het organisme. Wanneer door ontbering van iets, dat nuttig is voor het zelfbehoud (bijvoorbeeld voedsel), er een fysiologische toestand van onevenwichtigheid komt, ontstaat behoefte.
- Het doel van de drift; is de bevrediging van de behoefte (zoals honger stillen). De bevrediging van de behoefte leidt tot spanningsreductie en wordt als lustvol ervaren.
- Het object van de drift; is iets (persoon of zaak) uit de buitenwereld dat tot bevrediging kan leiden. Het driftobject kan veranderen van de ene levensperiode tot de andere. Driftobjecten zijn ook in grote mate afhankelijk van milieubeïnvloeding: ze kunnen dan ook verschillen van cultuur tot cultuur.

#### Soorten driften
Freud maakte in Jenseits des Lustprinzips (1920) onderscheid tussen Lust en Unlust. Later onderscheidt hij twee tegengestelde en complementaire driften die vanaf de geboorte werkzaam zijn:
- De levensdrift of libido, gericht op behoud van de soort en op zelfbehoud. De mens ervaart echter geen levensdrift (eros). Wel de psychische variant ervan: de seksualiteit. In de eerste fase van zijn theorievorming spreekt Freud van libido sexualis. In een later stadium tempert hij zijn pan-seksualisme en spreekt van libido als een op leven gerichte ongedifferentieerde energie.
- De doodsdrift. De mens ervaart evenmin doodsdrift (thanatos). Wel de psychische variant ervan: de agressie. Deze agressie is primair tegen de persoon zelf gericht en zou secundair tegen de buitenwereld zijn gericht. Mogelijk gerelateerd aan de angst voor aftakeling (Gesammelte Werke).

### Afweermechanismen van het 'Ich'
Vanuit het Es treden driften onbewust in werking. Zij ontmoeten weerstand in de moraal van de maatschappelijke orde, die haar neerslag vindt in het persoonlijk geweten, het Über-Ich. Het conflict hier tussen wordt door het Ich beslecht, dat op redelijke wijze richting kan geven aan de bevrediging van de driften.
Als de driften te sterk botsen met de eisen van het Über-Ich kan de psyche gebruikmaken van een aantal afweermechanismen, waarmee de psyche beschermd wordt tegen de psychische spanningen die ontstaan uit dit conflict. Deze verdedigingsmechanismen zijn geen bewuste mechanismen; ze zijn biologisch gegeven mechanismes, die automatisch in werking treden.
- Compensatie
- Sublimering
- Verdringing
- Ontkenning van de realiteit
- Intellectualisatie
- Isolatie
- Emotionele afzondering
- Rationalisatie
- Identificatie
- Introjectie
- Reactievorming
- Verplaatsing
- Regressie

Het gebruik van deze mechanismen lost de conflicten niet op. Als de conflicten niet heftig zijn, kunnen de verdedigingsmechanismen het ongemak kleiner maken. Is het conflict echter ernstig, zodat de verdedigingsmechanismen intensief worden gebruikt, dan is het enige dat ze doen, het buiten de werkelijkheid verbergen van de omvang van het probleem.

### Verdringing
Psychische energie die door verdringing buiten het bewustzijn wordt gehouden blijft wel bestaan. Vanuit het onbewuste zoekt deze energie een uitweg, hetgeen zich kan uiten in lichamelijke symptomen, zoals hysterische aanvallen. Door bewustwording van deze energie, of deze bewustzijnsinhoud, wordt ze weer toegankelijk voor de redelijke sturing door het Ich, en verdwijnen de pathologische symptomen. Dit bewustworden is mogelijk door de vrije associatie van de gedachten, en de duiding van de aldus blootgelegde bewustzijnsinhouden door de behandelende arts.
Aanvankelijk ging Freud ervan uit dat neuroses veroorzaakt worden door verleiding in de kindertijd. Later liet hij deze gedachte los en ontwikkelde het idee van de kinderlijke seksualiteit, en het ontstaan van neuroses door stoornissen in de ontwikkeling van de kinderlijke seksualiteit.

#### Afweer
Deze duiding kan weerstand oproepen bij de patiënt, voor wie de seksuele betekenis van zijn symptomen onwelgevallig zijn. Freud zag het als de taak van de arts om deze weerstand te breken, om zodoende de genezing mogelijk te maken.

### Ontwikkeling van het libido
In zijn theorie over de ontwikkeling van de persoonlijkheid onderscheidt Freud twee innig verbonden en parallel verlopende ontwikkelingsprocessen: de psychoseksuele ontwikkeling, en de ontwikkeling van het Ich.

#### Psychoseksuele ontwikkeling
Volgens Freud slaat de term seksualiteit op gedrag dat lustervaringen meebrengt, en omvat dus ook lustgevende functies zoals voeding, ontlasting, aanraking, kijken. Freud werd in zijn ideeën beïnvloed door Ernst Haeckel, die stelde dat de ontwikkeling van het individu de ontwikkeling van de soort herhaalt. Deze ontwikkeling geldt ook voor de seksuele ontwikkeling van de soort, die via orale en anale fases richting genitale seksualiteit zou zijn geëvolueerd.
Anna Freud, die werkte met getraumatiseerde kinderen, kwam tot de volgende fasen in de ontwikkeling van het lustleven:
- De orale fase
- De anale fase
- De fallische fase
- De latentiefase
- De genitale fase

#### Ontwikkeling van hetIch
Als het kind ouder wordt, en zich bewuster wordt van zichzelf en zijn driften, vindt er een ontwikkeling plaats van het lustprincipe naar het realiteitsprincipe. Het kind leert omgaan met de eisen van de omgeving, en wordt beter in staat zich daaraan aan te passen. Hierbij is evenwicht belangrijk: te sterke aanpassing leidt tot de ontwikkeling van een vals zelf. Maar een gebrek aan aanpassing leidt uiteraard tot deviant gedrag en uitsluiting uit de samenleving.
Met de ontwikkeling van het Ich vindt er ook betere uitbouw van de verdedigingmechanismen plaats.
De ontwikkeling van het Ich is uitgebreid bestudeerd in de Ego-psychologie.

## Ontwikkelingen binnen de psychoanalyse

### Ontwikkeling van Freuds ideeën
Het werk van Freud is omvangrijk en het beslaat vrijwel alle belangrijke menselijke activiteiten en maatschappelijke fenomenen. Freud heeft zijn hele leven aan deze theorie gewerkt waarbij hij zelf ook een ontwikkeling doorgemaakt heeft. Daarvan valt iets in zijn opvattingen over de steeds terugkerende begrippen als het libido en de verschillende driften te bespeuren. Aanvankelijk is het libido een seksuele drift die gaandeweg naar een soort vitalistische levensenergie lijkt te evolueren.
In veel van de huidige psychoanalytische theorieën valt vaak nog weinig van de oorspronkelijke ideeën van Freud te bespeuren.
Recent onderzoek levert andere inzichten over de werking van de hersenen op. Sigmund Freud wist zeer veel af van de hersenen als pathaloog anatoom. Van een groot deel van de hersenen noemde hij de werking 'unknown'. De huidige wetenschap weet ook lang niet alles. Wat een belangrijk verschil is is dat Sigmund Freud niet uitsluitend de hersenen maar het gehele zenuwstelsel, de zintuigen en het ruggenmerg betrok in zijn onderzoek naar de werking van de psyche (Gesammelte Werke).

### Psychoanalytische vereniging

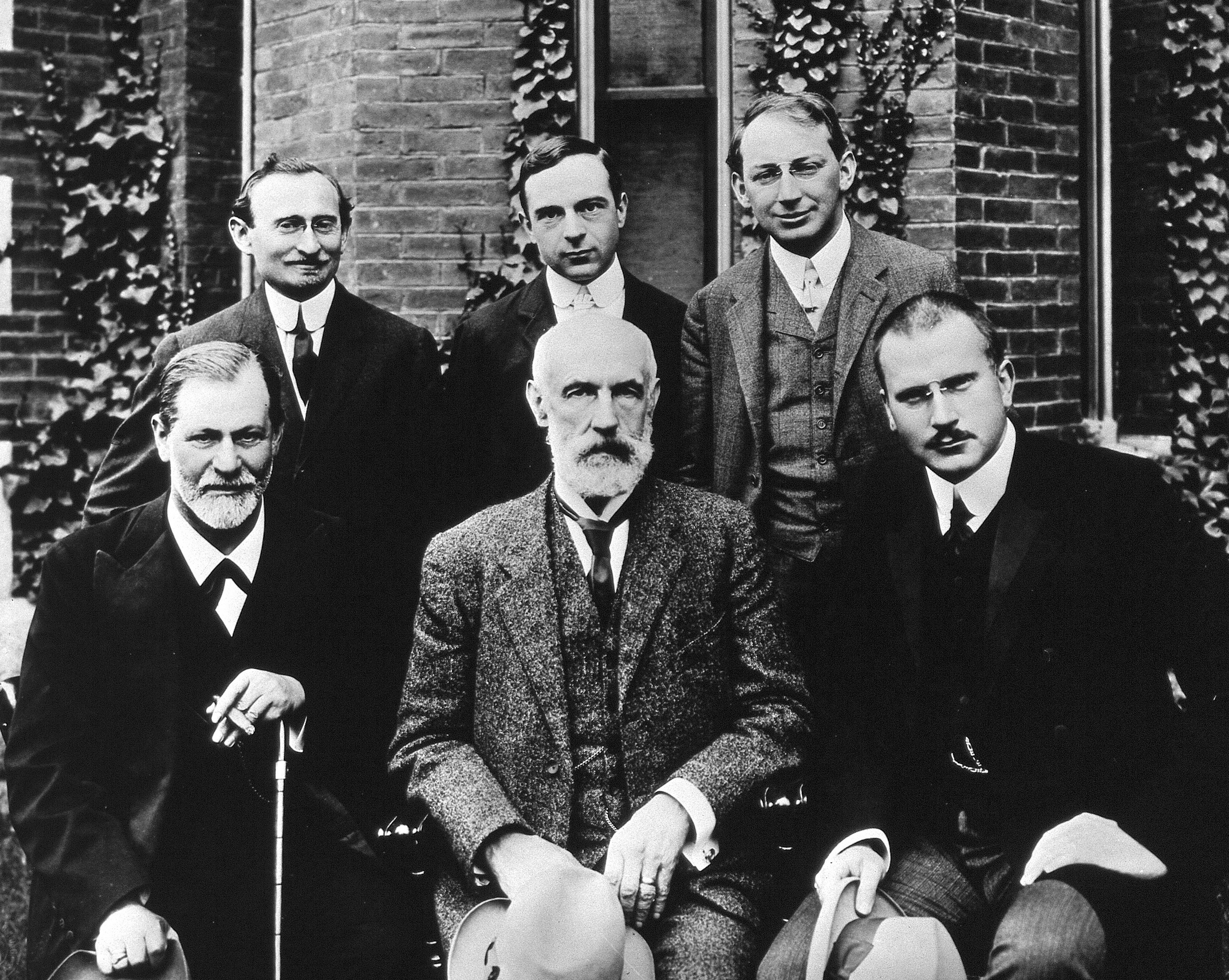
Groepsfoto voor de Clark University in 1909. V.l.n.r. voor: Sigmund Freud, Granville Stanley Hall, Carl Gustav Jung, v.l.n.r. achter: A.A. Brill, E. Jones, Sándor Ferenczi.

Het genootschap dat Freud met zijn kring in het leven geroepen had was allerminst een homogeen gezelschap. Het genootschap maakte regelmatig turbulente ontwikkelingen door. Vaak betrof het ontwikkelingen die Freud zelf niet altijd wenste, zoals de conflicten met Carl Gustav Jung en diens vertrek uit het genootschap. Freud wilde een strikt wetenschappelijk gefundeerde theorie en therapeutische methode ontwikkelen. Georg Groddeck liet zich er echter op voorstaan dat hij een geheel onwetenschappelijke benadering hanteerde. Zijn boeken, Het Boek van het Es met 'brieven aan een vriendin' en de roman De Zielzoeker, ademen een frivoliteit en morele losbandigheid die niet goed past bij het imago dat het genootschap normaliter heeft. Groddeck wordt beschouwd als de grondlegger van de haptonomie wat niet vreemd is aangezien zijn therapeutische methoden vaak meer fysiek dan mentaal van aard waren.
De ontwikkelingen in Duitsland in de loop van de jaren 1930 en de gebeurtenissen tijdens de Tweede Wereldoorlog legden de ontwikkelingen binnen de psychoanalyse grotendeels stil. Na deze periode kwamen die ontwikkelingen geleidelijk weer op gang, zij het zonder Freud.

### Navolgers van Freud
De bekendste naoorlogse vertegenwoordiger van de psychoanalyse is Erich Fromm. Zijn boek De angst voor de vrijheid is een internationale bestseller geworden. Fromm heeft daarmee het aanzien van de naoorlogse psychoanalyse voor een groot deel bepaald en een grote invloed gehad op de verdere ontwikkelingen.

### Psychoanalyse in Nederland
In Nederland is de psychoanalyse geïntroduceerd door de psychiater en hoogleraar psychiatrie Piet Kuiper. Kuiper gaf in de Neurosenleer en de latere Nieuwe Neurosenleer te kennen een aanhanger te zijn van een tamelijk strikte en conservatieve opvatting van de psychoanalyse.
Een versie van de hedendaagse psychoanalytische praktijk en opvattingen in Nederland wordt op een vriendelijker en bescheiden wijze onder de aandacht gebracht door de psychologe en schrijfster Anna Enquist. In Utrecht is het Nederlandse Psychoanalytisch Genootschap (NPG) gevestigd (zie externe links). Op 28 maart 2010 maakt Max Pam zich in het televisieprogramma Buitenhof sterk voor behoud van de vergoeding voor psychoanalyse in het basispakket van de ziektekosteverzekering. Volgens Max Pam heeft Nederland veel culturele uitingen, zoals de literaire producten van Frederik van Eeden, aan Freud en de psychoanalyse te danken.
Vanwege de hoge kosten wordt psychoanalyse sinds 2010 in Nederland niet meer vergoed.

## Kritiek op de psychoanalyse

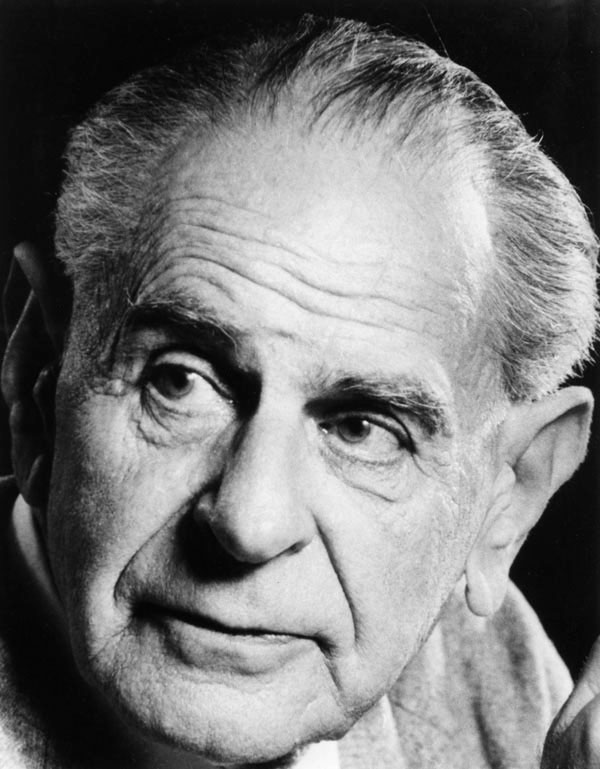
Karl Popper

Naast fervente aanhangers heeft de psychoanalyse van het begin af ook hevige tegenstanders van velerlei pluimage gehad. De kritiek is onder meer van:
- Wetenschappelijke aard:
  - De waarachtigheid van de etiologie kan enkel bevestigd worden door de effectiviteit van de therapie.
  - Als methode wordt de psychoanalyse onvoldoende empirisch bevestigd door experimenteel onderzoek.
  - Daarom is de waarachtigheid van de psychoanalyse niet bevestigd.
- Morele aard:
  - De psychoanalyse is autoritair: de alwetende psychoanalyticus verplicht de onmondige patiënt zijn visie, over de oorzaken van zijn problemen en hoe ze op te lossen, te aanvaarden.
  - Hoewel de psychoanalyse beweert heilzaam te zijn, kan evengoed verondersteld worden dat ze in plaats daarvan schadelijk zou kunnen zijn.
- Financiële aard: de psychoanalyse als therapie is duur, duurt lang en is dus enkel toegankelijk voor mensen met veel geld en veel tijd.
- Religieuze of politieke aard: bijvoorbeeld de aanvallen uit christelijke[9] of nationaalsocialistische[10] hoek.

### Wetenschappelijke kritiek
De wetenschappelijke kritiek op de psychoanalyse kwam onder meer van de kant van de bekende wetenschapsfilosoof Karl Popper. Volgens Popper is een van de kenmerken van een wetenschappelijke theorie dat zij falsifieerbaar is. Dat wil zeggen: dat zij uitspraken en voorspellingen over de werkelijkheid doet die door de feiten kunnen worden tegengesproken. Een theorie die niet aan dit criterium voldoet, moet worden beschouwd als onwetenschappelijk (bijvoorbeeld de astrologie) of als voorwetenschappelijk (bijvoorbeeld de psychoanalyse). In tegenstelling tot wat vaak beweerd wordt, zegt Popper hiermee niet dat de psychoanalyse oplichterij is of dat deze geen zin of betekenis zou hebben:
This does not mean that Freud and Adler were not seeing certain things correctly: I personally do not doubt that much of what they say is of considerable importance, and may well play its part one day in a psychological science which is testable. But it does mean that those 'clinical observations' which analysts naïvely believe confirm their theory cannot do this any more than the daily confirmations which astrologers find in their practice. And as for Freud's epic of the Ego, the Super-Ego, and the Id, no substantially stronger claim to scientific status can be made for it than for Homer's collected stories from the Olympus. These theories describe some facts, but in the manner of myths. They contain most interesting psychological suggestions, but not in a testable form.:37:38
Richard Webster stelt dat Freuds werk gebaseerd is op een verkeerd begrip van het ontstaan van hysterie. Freud zag hierin een psychische oorzaak, namelijk trauma's op seksueel gebied. Waarschijnlijker is dat hysterische verschijnselen epileptische verschijnselen waren, veroorzaakt door minieme hersenbeschadigingen die eind 19e eeuw niet waarneembaar waren met microscopen. Tevens stelt hij dat de cathartische methode vanaf het begin geen werkelijk resultaat opleverde, maar vooral het resultaat was van de wisselwerking tussen arts en patiënt, waarbij de patiënt probeerde aan de verwachtingen van de arts te voldoen.
Psycholoog Alice Miller, zelf geschoold en jarenlang werkzaam als psychoanalytica, was een sterke tegenstander van Freuds ideeën over de kinderlijke seksualiteit als bron van de neurose. Zij stelde dat seksueel misbruik bij kinderen niet een product is van de kinderlijke fantasie, maar dat het wel degelijk vaak voorkomt en het een verwoestend effect heeft. Miller verwierp Freuds theorie over het oedipale conflict en zijn drifttheorie. Zij schreef over Freud:
Wanneer een mens de loochening van de werkelijkheid een grote wetenschappelijke stap noemt en een school sticht die haar leerlingen steunt in hun blindheid, dan is dat geen particuliere aangelegenheid meer. Het is een vergrijp jegens de belangen van de mensheid, ook al wordt het onbewust bedreven.
In Nederland heeft onder anderen de rechtspsycholoog en hoogleraar Hans Crombag zich zeer kritisch uitgelaten over Freud en de soms desastreuze gevolgen van de toepassing van de psychoanalyse.
De wetenschapsjournalist Marcel Hulspas noemt Freud en de psychoanalyse in verschillende boeken over pseudowetenschap. De socioloog Han Israëls gaf in zijn boek De Weense Kwakzalver een kritische analyse van het leven en de activiteiten van Freud. Met de hoogleraar in de Slavische letterkunde Karel van het Reve besprak Han Israëls Freud in De gier van Freud.
Een uitgebreid overzicht van de wijze waarop de psychoanalyse door haar beoefenaren, Freud voorop, is geïmmuniseerd tegen weerlegging en falsificatie wordt gegeven door Maarten Boudry.
Als Freudkriticus van het eerste uur moet met name de Russisch-Amerikaanse schrijver Vladimir Nabokov genoemd worden.

#### Effectiviteit
Voor de derde editie van een meer dan 400 pagina's tellend overzicht van effectiviteitsonderzoek publiceerde de Internationale Psychoanalytische Vereniging in 2015 nog een gedetailleerd overzicht. Een kort overzicht van de huidige wetenschappelijke status van de psychoanalyse was het meest gelezen artikel in de International (online) Edition van de British Journal of Psychiatry in 2018. Ook diverse Nederlandstalige publicaties bevestigen de positieve resultaten.

### Ethische kritiek

#### Autoritair en schadelijk
Kritiek uit de hoek van de psychiatrie zelf kwam van de heterogene beweging die bekendstaat als de antipsychiatrie.
Het begrip afweer is bedoeld om aan te geven dat patiënten zich verzetten tegen traumatische en pijnlijke herinneringen. Feitelijk verwijst het naar Freuds neiging om zijn eigen inzichten en speculaties op te dringen aan zijn patiënten, met voorbijgaan aan hun eigen redelijk inzicht, vindt Webster.
De postfreudiaan Jacques Lacan kwam tegemoet aan deze kritiek. Hij stelt dat de enige weerstand in de analyse die van de therapeut zelf is, namelijk de weerstand bij de therapeut om de patiënt te laten uitspreken. Hij stelt dat het niet mogelijk is de subjectiviteit van de patiënt volledig te kennen en dat de autoritaire positie van de therapeut een antwoord is uit weerstand om dit in te zien. De patiënt moet dus zijn eigen drijfveren leren kennen met de therapeut als klankbord.

## Verder lezen
Daniel Lagache Wat is psychoanalyse?, 1962 (oorspr. La psychanalyse, vele heruitg.)
Vertalingen van Freuds werken:
- Strachey, J. (vertaler), Standard Edition of the Complete Psychological works of Sigmund Freud, The Hogarth Press
- Oranje, W. (vertaler), Werken, Boom

Inleidingen in Freuds werken:
- Freud, S. (oorspr. uitgave 1917): Inleiding tot de psychoanalyse
- Gay, P. (ed.) (1989): The Freud Reader, W.W. Norton & Company

Kritieken op Freud en de pyschoanalyse:
- Dufresne, T. (2007): Against Freud. Critics Talk Back, Stanford University Press
- Gellner, E. (1985): The Psychoanalytic Movement, or, the Cunning of Unreason. ISBN 0470775300
- Gruenbaum, A. (1984): The Foundations of Psychoanalysis. A Philosophical Critique, University of California Press
- Israëls, H. (1999): De Weense kwakzalver. Honderd jaar Freud en de freudianen, Prometheus
- Meyer, C. et al. (2005): Le Livre noir de la psychanalyse. Vivre, penser et aller mieux sans Freud, Les Arènes
- Rillaer, J. van (1980): Les Illusions de la psychanalyse, Mardaga
- Webster, R. (1996): Why Freud was Wrong. Sin, Science and Psychoanalysis, HarperCollins

Waarderingen voor Freud en zijn werk:
- Gabbard, G.O. (2014) Psychodynamic Psychiatry in Clinical Practice. Fifth Edition. (2014) Arlington: American Psychiatric Publishing.
- Luyten, P., Mayes, L.C., Fonagy, P., Target, M., Blatt, S.J. (2017) New York: Guilford Press.